# Sárvári Vilmos
Sárvári Vilmos (Budapest, 1952. október 26. –) magyar gitáros, dalszerző, a P. Mobil tagja.

## Pályafutása
Kerékpárversenyző volt, csak a katonaság idején kezdett gitározni. A Napsugár együttessel – ahol Deák Bill Gyula, Cserháti István és Kocsándi Miklós voltak a társai – második helyezést értek el a Ki Mit Tud?-on. Az S.O.S. együttesben folytatta pályafutását, majd ennek feloszlása után 1980-ban a P. Mobilhoz csatlakozott, amelynek azóta Schuster Lóránt mellett a másik stabil tagja. 1991-ben a Tunyogi Band egyik alapító tagja, amikor azonban a P. Mobil újrakezdte működését, nem kívánt egyidejűleg mindkét együttesben játszani, ezért a P. Mobil mellett döntött.

## Diszkográfia
- Mobilizmo 1981 (LP / CD) (stúdió) (a 2003-as CD kiadás bónusz kislemezdalokkal és demófelvételekkel jelent meg)
- Heavy Medal 1983 (LP / CD) (stúdió) (a 2003-as CD kiadás bónusz kislemezdalokkal és demófelvételekkel jelent meg)
- Honfoglalás – Rocklegendák 3. 1984 (LP / CD) (stúdió + egy 1983-as koncertfelvétel) (a 2003-as CD kiadás bónusz kislemezdalokkal és demófelvételekkel jelent meg)
- Stage Power 1993 (2CD) (válogatás – az első három album agyaga) (két dal eltérő változatban: a Honfoglalás és a Pokolba tartó vonat)
- Ez az élet, Babolcsai néni 1994 (CD) (stúdió)
- Worst of P. Mobil 1994 (2MC / CD) (1994-es koncertfelvétel) (a CD változat hat dallal rövidebb)
- Rest of P. Mobil 1995 (CD) (1994-es koncertfelvétel + öt stúdiófelvétel)
- Honfoglalás – szimfonikus verzió 1996 (CD + DVD) (remake album nagyzenekarral + koncertfilm) (a 2002-es DVD-mellékletes kiadás bónusz dalokkal jelent meg)
- A zöld, a bíbor és a fekete 1995 (CD) (válogatás) (Bencsik Sándor-emléklemez, a címadó dal remake-jében játszik Sárvári)
- Honfoglalás '96 – rockverzió 1996 (CD) (remake album + Transsylvania)
- Kutyából szalonna 1998 (CD) (stúdió)
- Színe-java 1. – Színe 1999 (CD) (remake album)
- Radics Béla Emlékkoncert (CD) 2001 (2001-es koncertfelvétel) (több zenekar is játszott, köztük a P Mobil – valamint az egyéb előadók között is volt Mobil tag)
- Magyar betiltva 2001 (CD) (válogatás) (Hazafias válogatás, két dalban hallható a P. Mobil – mindkettő remake felvétel)
- Múlt idő 1973-1984 2003 (CD) (demó és koncertfelvételek) (Az Örökmozgó lettem című P. Mobil könyv 1. CD-melléklete)
- Magyar fal 2004 (2CD + DVD) (1983-as koncertfelvétel + koncert-dokumentumfilm) (a koncert CD és DVD változatának műsora eltérő)
- Múlt idő 1985-2007 2009 (mp3 / promo CD) (koncertfelvételek) (Az Örökmozgó lettem című P. Mobil könyv 2. CD-melléklete)
- Mobileum 2009 (CD) (a Rockinform CD-mellékleteként jelent meg bónusz dalokkal)
- Farkasok völgye, Kárpát-medence (CD) 2014
- Tunyogi-évek (1979-1996) (3CD) 2016
- Rudán-évek (1997-2007)  (3CD) 2016
- Baranyi-évek (2008-2017)  (3CD)   2017
- Csoda történt (CD)    2017
- És? (EP) 2019

## Könyve
- Sárvári Vilmos Schiller: Örökmozgó lettem..., [Budapest]: Rolling Print, 2003, ISBN 963-210-634-2

## Külső hivatkozások
- A P. Mobil honlapja